# Goodbye My Lover
Goodbye My Lover este o melodie scrisă de cântărețul englez James Blunt și de Sacha Skarbek, care face parte din albumul Back to Bedlam (2004). Piesa a fost produsă de Tom Rothrock și de Jimmy Hogarth și a fost lansată ca al patrulea single de pe album, în decembrie 2005 , ajungând în top zece în aproape toate clasamentele mondiale. În Statele Unite, melodia a fost lansată abia în 2006, dar are un succes modest.

## Videoclip
Videoclipul "Goodbye My Lover" a fost filmat de către Sam Brown pe 28 octombrie 2005, în Los Angeles . În videoclip Blunt stă singur într-o cameră destul de întunecată în timp ce reflectă pe o relație din trecut. Se pare că în aceeași cameră, dar în lumina zilei, o fată (Mischa Barton), fosta parteneră a lui Blunt, are o întâlnire intimă cu un alt bărbat (Matt Dallas).

## Track-listing

### UK CD1
1. Goodbye My Lover
2. Close Your Eyes

### UK CD2
1. Goodbye My Lover
2. Where Is My Mind (live in Manchester)
3. Goodbye My Lover (CD-Rom making of video)
4. Goodbye My Lover (CD-Rom video)

### UK 7"
1. Goodbye My Lover
2. Where is My Mind (live in Manchester)

## Clasament
| Clasament (2005)                 | Poziție vârf |
| -------------------------------- | ------------ |
| French Top 100 Singles           | 6            |
| Clasament (2006)                 | Poziție vârf |
| Swedish Singles Chart            | 1            |
| Belgian Singles Chart            | 2            |
| Australian ARIA Top 50 Singles   | 3            |
| Czech IFPI Chart                 | 4            |
| Canadian BDS Airplay Chart       | 85           |
| Dutch Singles Chart              | 4            |
| World Chart Show                 | 5            |
| Norwegian Singles Chart          | 6            |
| UK Top 75 Singles                | 9            |
| Irish Singles Chart              | 13           |
| New Zealand Singles Chart        | 19           |
| Swiss Singles Chart              | 19           |
| German Singles Chart             | 28           |
| Polish Singles Chart             | 31           |
| U.S. Billboard Hot Digital Songs | 33           |
| Austrian Singles Chart           | 36           |
| U.S. Billboard Pop 100           | 53           |
| U.S. Billboard Top 40 Adult      | 17           |
| U.S. Billboard Hot 100 Singles   | 66           |